# カンカキー (イリノイ州)
カンカキー（Kankakee）は、アメリカ合衆国イリノイ州の都市。カンカキー郡の郡庁所在地である。人口は2万4052人（2020年）。シカゴの南90キロメートルに位置している。名称は先住民の言葉に由来し「広い野原」を意味する。

## 歴史
1853年にイリノイ・セントラル鉄道がシカゴとニューオリンズを結ぶ路線を建設したことにより町が設立された。採石場が町の主要産業となった。また、郊外の農地では小麦、大豆、トウモロコシなどを生産した。

## 交通
カンカキー駅にはアムトラックの長距離列車シティ・オブ・ニューオーリンズが停車する。その他、中距離列車も停車するので便利である。
カンカキーの幹線道路は州間高速道路57号線である。

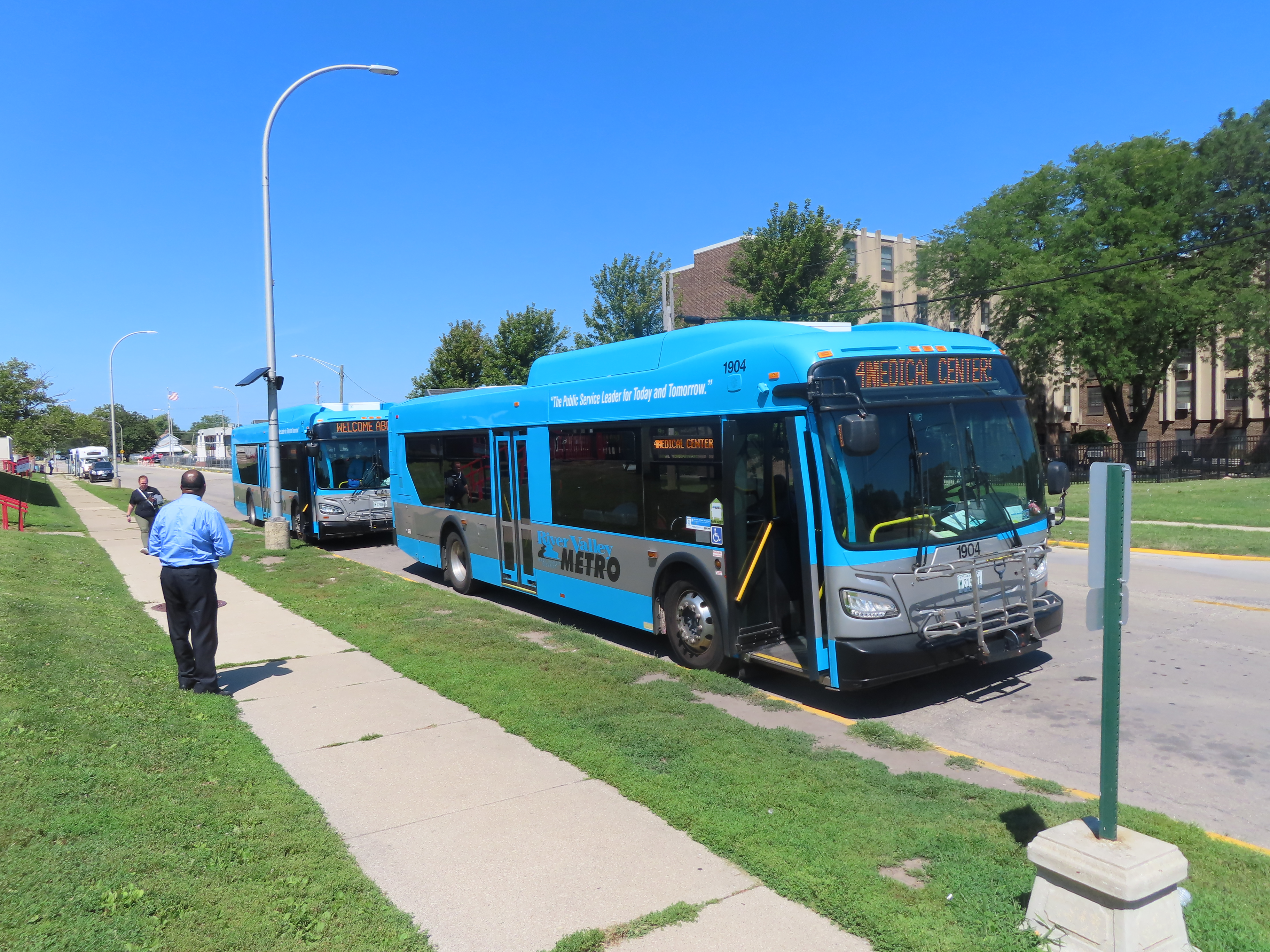
カンカキーの路線バス